# Олександрівка (Богодухівська міська громада)
Олекса́ндрівка — село у Богодухівській міській громаді Богодухівського району Харківської області України.
На південний схід від села розташоване Олександрівське водосховище.
- Поштове відділення: Олександрівське

## Географія
Село Олександрівка знаходиться в місці злиття річок Мокрий Мерчик і Сухий Мерчик в річку Мерчик. На річці Мокрий Мерчик велике водосховище, за 1,5 км вище по течії — колишнє село Хорунже. До села примикають урочища Чапаєвське і Шевченківка. На північному заході до села примикає великий лісовий масив. На південному сході — сади. Поруч проходить автомобільна дорога Р22.

## Історія
За даними на 1864 рік у власницькому селі Старомерчанської волості Валківського повіту, мешкало 448 осіб (214 чоловічої статі та 234 — жіночої), налічувалось 91 дворове господарство, існувала православна церква.
Станом на 1914 рік кількість мешканців зросла до 1139 осіб.
Село постраждало внаслідок геноциду українського народу, проведеного урядом СССР в 1932—1933 роках, кількість встановлених жертв − 50 людей.
- 12 червня 2020 року, відповідно до розпорядження Кабінету Міністрів України № 725-р «Про визначення адміністративних центрів та затвердження територій територіальних громад Харківської області», село увійшло до Богодухівської міської громади[4].
- 17 липня 2020 року, в результаті адміністративно-територіальної реформи та ліквідації Богодухівського району (1923—2020), село увійшло до складу новоутвореного Богодухівського району Харківської області[5].

## Населення
Згідно з переписом УРСР 1989 року чисельність наявного населення села становила 551 особа, з яких 237 чоловіків та 314 жінок.
За переписом населення України 2001 року в селі мешкало 540 осіб.

### Мова
Розподіл населення за рідною мовою за даними перепису 2001 року:
| Мова       | Відсоток |
| ---------- | -------- |
| українська | 96,85 %  |
| російська  | 2,22 %   |
| вірменська | 0,56 %   |
| інші       | 0,37 %   |